# Julián Prieto
Julián Prieto (Santo Domingo de la Calzada, 1765 - Pamplona, 24 de febrero de 1844) fue un cantor, organista, compositor y maestro de capilla español.

## Vida
Nació en Santo Domingo de la Calzada, en La Rioja, en 1765. Su primera formación musical fue como infante del coro en la Catedral; posteriormente pasaría a Zaragoza, donde ejercería de tenor y copista, además de estudiar composición con Francisco Javier García Fajer, maestro de capilla de la Catedral de Zaragoza.
Con 21 años, gracias a las buenas recomendaciones, la capilla de música de la Catedral de Pamplona lo examinó para el cargo de tenor. El tribunal, formado por el organista José Ferrer y el tenor Vicente Durá, consideraron que «era diestro y cantaba con estilo», aunque su voz «resultaba desigual, no estaba completamente asentada y carecía de cuerpo en los bajos». El cabildo decidió darle el cargo de tenor el 16 de septiembre de 1786, con la ración correspondiente. Prieto conservaría el cargo en Pamplona hasta su fallecimiento, a pesar de que llegó a tener las responsabilidades del maestro de capilla.
No hay muchas noticias de su actividad en los primeros años de estancia en Pamplona. Una licencia para salir dos semanas de la ciudad en 1787 y en 1789 una solicitud de aumento de salario para poder socorrer a sus padres. La solicitud iba con un el aviso de que si no obtenía el aumento, opositaría para una plaza con mayor salario en la Catedral de Burgos. Se le concedieron 20 ducados de plata anuales de aumento, subrayando su «particular destreza y gala». En 1789 se le denegó un permiso para ir a Madrid por falta de músicos en la capilla. En 1791 y 1794 se documentan de nuevo salidas del tenor. Por esos años parece que hubo problemas menores por la falta de puntualidad y por no ir a determinadas horas canónicas, lo que le costó una multa de seis pesetas, pero no parece que afectaran la confianza del cabildo en Prieto. De hecho, en 1794 obtuvo el magisterio de la Colegiata de La Redonda en Logroño, pero renunció al cargo, para permanecer en Pamplona.
Prieto formó parte de casi todos los tribunales que se realizaban en la Catedral y fue responsable de enseñar canto a los infantes de 1791 a 1794. Entre 1807 y 1809 incluso se encargó por completo de la educación de los infantes, a la que renunció . De hecho, es probable que desde 1807 ya se encargase de las principales responsabilidades del magisterio, lo que ya se documenta un año después.
En 1808 las tropas napoleónicas invadieron España e introdujeron un nuevo régimen anticlerical. Las instituciones religiosas desaparecieron o pasaron por grandes problemas económicos, y entre ellos, la Catedral de Pamplona y su capilla de música. El maestro Huerta fallecería en 1814 y el cabildo tardó dos años en organizar su sucesión. Las oposiciones acabaron por no realizarse y Prieto siguió realizando las funciones del maestro de capilla. En 1818 se le concedieron 50 pesos fuertes por el «acierto» y el «cuidado y esmero» con el que dirigía la capilla. El año siguiente le concedieron un aumento de 30 pesos fuertes anuales a su ración.
Parece que nunca fue nombrado oficialmente maestro de capilla, ya que solo estaba tonsurado y no tenía órdenes mayores, pero entre sus obligaciones estaba la composición para las fiestas de guardar. En cambio, no lo estaba la entrega de las obras a la catedral. Sólo en 1825 realizó la donación se las composiciones que había realizado desde que tomó las responsabilidades de la dirección de la capilla, lo que le fue gratificado con tres onzas de oro. Durante su etapa pamplonesa fue maestro de Hilarión Eslava.
En 1826 dejó de asistir al coro, pero no se jubiló. Permanecería en el cargo de tenor hasta su fallecimiento en Pamplona, el 24 de febrero de 1844.

## Obra
Eslava habla de su maestro en los siguientes términos:

Como cantante, fue admirable en voz, inteligencia y buen gusto. Como compositor, fue un verdadero genio; pero nunca escribió piezas de grandes proporciones, ni de las llamadas de buen trabado. Siguiendo las huellas de su maestro, jamás hizo uso del género fugado. Sus colecciones de motetes y gozos, Salves y Letanias, son modelos de sencillez, melodía, buen gusto y verdadera belleza.
Hilarión Eslava, Lira sacro-hispana

Hernández Ascunce habla de 300 obras de Prieto, pero solo se han localizado unas 200, la mayoría en la Catedral de Pamplona. En su mayoría, son composiciones religiosas y vocales, aunque también se han encontrado otras para tecla, como sonatas.